# Barranc dels Escarruixos
El barranc dels Escarruixos és un barranc de l'antic terme de Toralla i Serradell, pertanyent actualment al de Conca de Dalt.
Es forma a 1.123 m. alt., a ponent de la Roca Espatllada, des d'on davalla cap al sud-est, per tal d'anar a trobar el barranc de Rivert, al sud-sud-est del poble de Rivert. Dona nom a la partida dels Escarruixos, que s'allargassa al nord, esquerra, del barranc. No rep gaires afluències, però sí que en té una d'important a la capçalera: la llau dels Graus.